# Banka popkovnične krvi
Banka popkovnične krvi je ustanova, ki hrani popkovnično kri za uporabo v prihodnosti. Zaradi potenciala za uporabo popkovnične krvi pri zdravljenju bolezni krvi in imunskega sistema so nastale zasebne in javne banke popkovnične krvi. Javne banke popkovnične krvi sprejemajo darovano kri, ki je na voljo za uporabo vsakomur, ki jo potrebuje, in tako delujejo kot javne banke krvi. Tradicionalno je medicinska skupnost bolj naklonjena javnim bankam popkovnične krvi. Zasebne banke popkovnične krvi hranijo popkovnično kri za uporabo samo za darovalca ali darovalčevo družino. Zasebne banke popkovnične krvi zaračunavajo približno 2000 EUR za odvzem krvi in 200 EUR na leto za njeno shranjevanje.
V politiki Ameriške akademije za pediatrijo je zapisano, da je »zasebno shranjevanje popkovnične krvi kot 'biološkega zavarovanja' nesmiselno«, razen v primeru družinskega člana, ki potrebuje ali bi predvidoma lahko potreboval presaditev matičnih celic. Ameriška akademija za pediatrijo tudi navaja, da je verjetnost za uporabo lastne popkovnične krvi 1 : 200.000, ameriška Nacionalna akademija za medicino pa navaja, da je bilo do zdaj opravljenih samo 14 takih postopkov. Zasebno shranjevanje lastne popkovnične krvi je v Italiji in Franciji nezakonito in ga odsvetujejo tudi v nekaterih drugih evropskih državah. Ameriško zdravniško združenje navaja: »Shranjevanje v zasebnih bankah pride v poštev v neobičajnih okoliščinah družinske nagnjenosti k boleznim, pri katerih so matične celice iz popkovnične krvi terapevtsko indicirane. Zaradi stroškov, majhne verjetnosti uporabe in nedostopnosti drugim pa se uporaba zasebnih bank ne sme priporočati družinam z majhnim tveganjem.« Tudi Ameriško združenje za presaditve krvi in kostnega mozga in Ameriški kongres porodničarjev in ginekologov spodbujata shranjevanje v javnih bankah in odsvetujeta shranjevanje v zasebnih bankah. Skoraj vse transfuzije popkovnične krvi izvirajo iz javnih bank.
Popkovnična kri vsebuje krvotvorne matične celice (ki se lahko diferencirajo samo v krvne celice) in jih ne smemo zamenjevati z embrionalnimi matičnimi celicami ali pluripotentnimi matičnimi celicami, ki se lahko diferencirajo v katero koli celico v telesu. Matične celice iz popkovnične krvi so predhodniške krvne celice, iz katerih lahko nastanejo rdeče krvne celice (eritrociti), bele krvne celice (levkociti) in krvne ploščice (trombociti). Trenutno se uporabljajo za zdravljenje genetskih bolezni krvi in imunskega sistema, različnih vrst raka in krvnih motenj. Popkovnična kri je tudi vir mezenhimskih matičnih celic, ki se lahko diferencirajo v vezivno tkivo, kostnino in hrustanec. Svetovno združenje darovalcev kostnega mozga in Evropska skupina za etiko v znanosti in novih tehnologijah navajata: »Možnost uporabe matičnih celic iz lastne popkovnične krvi za regeneracijsko zdravljenje je trenutno popolnoma hipotetična [...] Koristnost shranjevanja popkovnične krvi za avtologno uporabo matičnih celic je zato popolnoma hipotetična.« in »Legitimnost komercialnih bank popkovnične krvi za avtologno uporabo je vprašljiva, saj tovrstne banke prodajajo storitev, ki trenutno ne pomeni nobene dejanske koristi glede možnosti zdravljenja.«